# 家族ジャングル
『家族ジャングル』（かぞくジャングル）は、日本テレビで1985年7月12日から9月27日まで放送された連続ドラマ。金曜劇場最終作。
勤勉な亭主がある日突然、飲み屋の女将と失踪をした。残された一家が女将の家族と共同生活を通じて愛情と友情を育む過程を描く。

## ストーリー
一ノ瀬清・夏子は夫婦円満で長男の竜、長女の裕子と水入らずの生活をしていた。ある日、清の母・ぎんが家に訪ねた同日、清が飲み屋の女将である和代と共に蒸発してしまう。しかも和代は妊娠しており、出産までの1年間という期限付きで清と共に失踪したのだった。残された妻のナツ子と長男の竜と長女の裕子は、残された和代の娘である江梨子と由加、息子の大三郎達と共に生活をする事になる。

## エピソード
- 桂文珍は、当時忙しく、スケジュールの確保の関係で、女将と蒸発する一ノ瀬清を演じた（本編では、第1話、第7話、第9話～最終回に出演）。初期は標準語で演じていたが、終盤では、時折関西弁で演じていた。文珍は役作りの為に黒ぶちメガネを掛けたが、第7話でビニールボートで海を渡った時のシーンでNGを連発し、黒ぶちメガネを海に4個程落としてしまったと言う逸話がある。そのシーンは命がけであり、尚且つ波が高かった為、ビニールボートで海を渡るのは危険であり、一歩間違えれば、同乗していた夏木マリと共に海難事故に巻き込まれていたそうである。
- OPでは丘みつ子が水泳でタイムトライアルをしている映像が流れておりトライアスロンで鍛えた泳ぎを披露していた。
- この作品を持って、金曜劇場は幕を下ろしそれまで水曜日に放送されていた「水曜ロードショー」が『金曜ロードショー』として枠移動するのに伴い、水曜22時枠と交換する形で『妻たちの課外授業』が放送された。金曜ロードショーは現在も放送中。

## 出演
- 一ノ瀬夏子〈36〉 - 丘みつ子
  - 清の妻、負けん気が強い性格の持ち主。蒸発した清の事を気にしている。二人の子供を励ましながら、スイミングスクールのインストラクターを務めて生計を立てている。
- 一ノ瀬清〈38〉 - 桂文珍
  - 会社の営業マン。勤勉な性格であるが、お人好しで気が弱く、それが元で和代と駈け落ちして蒸発してしまう。
- 一ノ瀬竜〈15〉 - 松田洋治
  - 一ノ瀬夫妻の長男で中学3年生。少々頼りない所があるが、友達思いの性格で、大三郎のいじめを食い止めた経験を持つ。
- 一ノ瀬裕子〈8〉 - 松本由香里
  - 一ノ瀬夫妻の長女で竜の妹で小学3年生。兄の竜と違ってしっかり者で、母親のように活発。大三郎とは同学年であるが、最初は大三郎に険悪を持つが共同生活で仲良くなっていく。
- 一ノ瀬ぎん - 菅井きん
  - 清の母で、突然蒸発した清の事をかなり心配している。
- 小泉和代〈34〉 - 夏木マリ
  - 34歳。小料理屋の女将で江梨子と由加と大三郎の母、三人の子はいずれも父親が異なる。妊娠した事が原因で清と蒸発してしまう。
- 小泉江梨子〈17〉 - 三田寛子
  - 和代の長女で性格は至って真面目。竜とは高校の同級生。学校では新体操クラブの選手。和代が蒸発したのが元で夏子らと共同生活をし、最初は馴染めなかったが次第に慣れて行き夏子を実の母の様に敬愛する。
- 小泉由加〈15〉 - 大西結花
  - 和代の次女で不良学生。しかし根は純粋な所がある。短気な性格で夏子らと揉めるのだが共同生活を通じて徐々に改心して行く。
- 小泉大三郎 - 藤田竜美
  - 和代の長男で、江梨子と由加の弟。裕子とは同じ小学校。クラスメートからいじめを受けるも竜のクラスメートへの懸命な訴えでいじめを食いとめられ、クラスメートと友情を築き上げていく。
- 中川雄平 - 木之元亮
  - 竜と江梨子が通う学校のコーチ。熱い性格の持ち主であり、清の捜索も手伝うなど情が熱い。
- 沢井 - 尾藤イサオ
  - 清と同僚。妻と勉強熱心な長男と長女がいるが家族仲が上手く行っていない。
- 塚田真紀〈23〉 - 石野真子
清の妹で、国際線のスチュワーデス。清の蒸発後は、義姉の夏子とその子供たちのために一ノ瀬家を世話している。
- 増田秋夫：山口良一
- ケント・デリカット

他
（出典：）

## 放送日程
| 各話                                             | タイトル         | 放送日        | 脚本             | 演出     | 視聴率 |
| ------------------------------------------------ | ---------------- | ------------- | ---------------- | -------- | ------ |
| 第1話                                            | 侵略             | 1985年7月12日 | 松原敏春         | 酒井浩至 | 9.0%   |
| 第2話                                            | スクールジャック | 1985年7月19日 | 松原敏春         | 酒井浩至 | 8.5%   |
| 第3話                                            | 対決             | 1985年7月26日 | 松原敏春         | 雨宮望   | 9.7%   |
| 第4話                                            | 誘惑             | 1985年8月2日  | 松原敏春         | 酒井浩至 | 10.5%  |
| 第5話                                            | 体験             | 1985年8月9日  | 金子裕、松原敏春 | 酒井浩至 | 8.9%   |
| 第6話                                            | 再会             | 1985年8月16日 | 桃井章           | 雨宮望   | 10.7%  |
| 第7話                                            | 略奪             | 1985年8月23日 | 松原敏春         | 雨宮望   | 10.3%  |
| 第8話                                            | 遁走             | 1985年8月30日 | 松原敏春         | 酒井浩至 | 12.4%  |
| 第9話                                            | 絶望             | 1985年9月6日  | 桃井章           | 雨宮望   | 12.5%  |
| 第10話                                           | 求婚             | 1985年9月13日 | 松原敏春         | 雨宮望   | 9.7%   |
| 第11話                                           | 非別             | 1985年9月20日 | 松原敏春         | 酒井浩至 | 11.3%  |
| 最終回                                           | 末路             | 1985年9月27日 | 松原敏春         | 酒井浩至 | 11.4%  |
| 世帯平均視聴率 10.4％（ビデオリサーチ 関東地方） |                  |               |                  |          |        |

## スタッフ
- 制作 - 大久保豊、平林邦介
- プロデューサー - 小池仁
- 脚本 - 松原敏春、金子裕、桃井章
- 演出 - 酒井浩至、雨宮望
- 音楽 - タケカワユキヒデ
- 主題歌 - 三田寛子「ひとりぼっちのクーデター」（作詞-売野雅勇 作曲-芹澤廣明 編曲-入江純）
- 挿入歌 - タケカワユキヒデ with Ammy「DUET」（作詞-ウィル・ウィリアムズ 作・編曲-タケカワユキヒデ）